# 博尔塞纳
博尔塞纳（義大利語：Bolsena），是意大利维泰博省的一个市镇。总面积63.92平方公里，人口4237人，人口密度66.3人/平方公里（2009年）。ISTAT代码为056008。